# Alternative rouge et verte
Pour les articles homonymes, voir AREV.
 (septembre 2022).
Si vous disposez d'ouvrages ou d'articles de référence ou si vous connaissez des sites web de qualité traitant du thème abordé ici, merci de compléter l'article en donnant les références utiles à sa vérifiabilité et en les liant à la section « Notes et références ».
L’Alternative rouge et verte (AREV) est un ancien parti politique français, écologiste et de gauche, formé en 1989 et disparu en 1998.
Ses trois piliers fondateurs étaient le socialisme, l'écologie et l'autogestion.

## Histoire
L'AREV est issue pour partie des comités soutenant le communiste rénovateur Pierre Juquin (composés du PSU, de la LCR, de la Nouvelle gauche pour le socialisme, l'écologie et l'autogestion et de militants non encartés) à l'élection présidentielle de 1988.
Une bonne partie des anciens membres du PSU, dissout en novembre 1989, et de la Nouvelle gauche issue des comités Juquin et de la Fédération pour une gauche alternative (FGA) participent alors à la création de l'AREV, refusant la satellisation au sein des Verts.
Le parti compte plus de 6 000 membres à sa création, mais finit peu à peu par être absorbé par d'autres organisations (Verts, LCR, associatifs) à cause du manque de débouché politique et de la stratégie très unitaire de cette organisation. En 1998, l'AREV ne compte plus que 300 militants.
Pour échapper à une mort politique à court terme et pour ouvrir un espace pour un parti écologiste ancré à la gauche de la gauche, l'AREV et une dissidence de la Convention pour une alternative progressiste fondent le 29 mars 1998 les Alternatifs.
Le journal de l'AREV s'appelait Rouge et Vert, et continue d'être le journal des Alternatifs.
Parallèlement, les jeunes de l'AREV participent en 1996 à la création de Chiche!, mouvement de jeunesse rassemblant également les jeunes des Verts, de Convergences écologie solidarité (CES) et de la Convention pour une alternative progressiste (CAP). Le but était de rassembler les jeunes écologistes dans une même organisation, préfigurant un rassemblement dans un nouveau parti écologiste et de gauche des organisations mères.
Cette stratégie n'aboutira pas puisque les Alternatifs et les Verts ne fusionneront pas et que les Jeunes verts décideront de faire scission en 2001 pour créer l'organisation de jeunesse des Verts.